# Ernest Gallo
Ernest Gallo (ur. 18 marca 1909, zm. 6 marca 2007) – współzałożyciel (wraz ze swoim bratem, Julio Gallo) kalifornijskiej wytwórni win "E & J Gallo Winery".
Ernest Gallo urodził się u podnóża kalifornijskich gór Sierra Nevada jako pierwszy syn w rodzinie włoskich imigrantów. Wzrastał ucząc się od ojca sztuki hodowli winogron wraz ze swoimi młodszymi braćmi Julio and Joe. W roku 1933 rodzina przeżyła tragedię, gdy obydwoje rodzice chłopców zginęli w morderstwie-samobójstwie. Ich ojciec Joe zastrzelił swoją żonę a potem samego siebie.
Po śmierci rodziców, bracia zajęli się wychowaniem najmłodszego trzynastoletniego wtedy brata Joe, oraz przejęli firmę. Ernest – jako najstarszy syn – został głową rodziny i szefem rodzinnego biznesu. Zarządzał on głównie stroną handlową przedsięwzięcia, podczas gdy jego brat Julio zajmował się produkcją, a najmłodszy brat Joe był ich pracownikiem. Ernest ciężko pracował, usiłując opanować jak największą część krajowego rynku. Wiele czasu zajmowało mu jeżdżenie samochodem w sprawach rodzinnej winiarni do najdalszych zakątków USA. W roku 1936 musiał nawet spędzić w szpitalu sześć miesięcy z powodu wyczerpania.
Kiedy skończyła się prohibicja bracia postanowili zdominować raczkujący amerykański przemysł winiarski, wprowadzając na rynek tanie wzmacniane wina, takie jak Thunderbird czy White Port, sprzedawane głównie w biedniejszych dzielnicach dużych miast. Wino Thunderbird stało się wkrótce symbolem amerykańskich slumsów.
Z czasem "E & J Gallo Winery" stało się największym producentem wina na świecie, a bracia, z pewnym sukcesem, próbowali zmienić wizerunek firmy. Reklamowali swoje produkty jako wina dla zwykłych ludzi, bez kojarzonego często z winem snobizmu.
Ernest Gallo był żonaty przez 62 lata z Amelią Franzia Gallo, która zmarła w roku 1993. Mieli dwóch synów, Davida i Josepha. Zarówno Ernest, jak i Julio Gallo przez całą swoją karierę mieli do czynienia z rządowymi regulacjami i ograniczeniami, dotyczącymi produkcji i sprzedaży napojów alkoholowych. Spowodowało to ich stosunkowo wysoką aktywność jeśli chodzi o dotowanie kampanii politycznych. Ernest Gallo dotował głównie partię Demokratów, podczas gdy Julio koncentrował się na Republikanach.
W roku 2006 Ernest znalazł się na miejscu 297 na światowej liście miliarderów magazynu Forbes. Rodzinna firma znana jest obecnie pod nazwą Gallo Family Vineyards.
Ernest Gallo zmarł w swym domu w kalifornijskim mieście Modesto.